# 제주방어사령부
제주방어사령부(濟州防禦司令部, Jeju Defense Command)는 제주특별자치도 제주시에 본부를 두고 제주도와 주 변 도서 및 해역의 경계, 순찰 및 방위를 맡았던 대한민국 해군의 지역 방어 사령부였다.

## 역사
6.25 전쟁 초기 1950년 12월 11일, 조선인민군에게서 제주도를 방어하기 위해 제주시 건입동에서 "해군 제주기지"로서 창설되었다. 모슬포 대정읍에 있는 제1훈련소 맞은 편에 해병대 훈련소(등록문화재 410호)를 설치하여 3, 4기 해병을 훈련하였다.
1972년, 사령부를 제주시 연동의 정실마을로 이전하였다. 1974년, 제6해역사령부로 개편되면서 제91, 92, 93 해병대대를 창설하여 제주도 지상 방위를 강화하였다. 1986년, 방위 범위를 제주도 전역 및 주변 섬으로 넓히면서 제주방어사령부로 개편되었다.
2016년, 제주 해군기지의 건설이 끝나면 제주방어사령부는 해체될 예정이다. 지상 방위는 차후 창설되어 제91, 92, 93 해병대대를 지휘할 제9해병여단이, 그리고 해역은 제주 해군기지가 건설이 끝나면 부산 해군기지에서 건너올 제7기동전단이 각각 경비 및 방위 임무를 맡게 된다.
11월 30일, 사령부 주둔지에서 제9해병여단이 창설되었다. 예정대로 제주방어사령부는 해체되었으며, 남은 인원은 제주 해군기지로 옮겨가 기지전대에 합류했다.

## 소속했던 부대
- 제3함대, 301전대
- 해병대 제9연대 (해병대 제91, 92, 93대대)

## 역대 사령관
| #  | 군종 | 계급 | 성명   | 취임일           | 이임일           | 참고  |
| -- | ---- | ---- | ------ | ---------------- | ---------------- | ----- |
| 1  |      | ?    | ?      | 1950년 12월 11일 | ?                |       |
| 22 |      | 준장 | 황우현 | ?                | 2011년 4월 21일  |       |
| 23 |      | 준장 | 정진립 | 2011년 4월 22일  | 2012년 2월       | [ 7 ] |
|    |      | 준장 | 김충환 | 2013년 10월 24일 | 2015년 3월 19일  |       |
|    |      | 준장 | 김승호 | 2015년 4월 20일  | 2015년 11월 30일 | [ 8 ] |

## 같이 보기
- 포항특정경비지역사령부 - 포항 지역의 해군-해병대 합동 사령부
- 제주 해군기지

## 참고
1. ↑  “해군제주방어사령부, 창설 61주년 기념식”. 제주일보. 2011년 12월 12일. 2012년 4월 28일에 확인함.
2. 1 2  김정호 (2015년 7월 15일). “제방사 해체, 그 자리에 해병대 제주부대 창설”. 제주의 소리. 2015년 10월 20일에 확인함.
3. ↑  김대휘 (2008년 11월 24일). “제주해병부대 창설 … "제주방어사령부 이전?"”. 노컷뉴스. 2012년 4월 28일에 확인함.
4. ↑  김대영 (2008년 11월 24일). “제주방어사령부 2016년 해체”. 제주일보. 2012년 4월 28일에 확인함.
5. ↑  이재흥 (2008년 11월 24일). “국방부, 제주해역사 해체-> 기동전단 창설”. 제주의 소리. 2012년 4월 28일에 확인함.
6. ↑  김귀근 (2015년 12월 1일). “'귀신잡는 해병' 제주 지역방어 책임진다…9여단 창설”. 연합뉴스. 2015년 12월 1일에 확인함.
7. ↑  이승록 (2011년 4월 22일). “제23대 제주방어사령관에 정진립 준장 임명”. 제주의 소리. 2012년 4월 28일에 확인함.
8. ↑  “제주방어사령관에 김승호 장군 취임”. 시사제주. 2015년 4월 20일. 2015년 12월 1일에 확인함.

- 《해병대지》 (PDF) 41판. 대한민국 해병대 공보부. 2011. 52~53쪽. 2014년 4월 19일에 원본 문서 (PDF)에서 보존된 문서. 2012년 4월 28일에 확인함.